# Троїцьке 2-е
Троїцьке 2-е (рос. Троицкое 2-е) — село в Вадському районі Нижньогородської області Російської Федерації.
Населення становить 88 осіб. Входить до складу муніципального утворення Вадська сільрада.

## Історія
Від 2009 року входить до складу муніципального утворення Вадська сільрада.

## Населення
| 1999 | 2002 | 2010 |
| ---- | ---- | ---- |
| 70   | ↗87  | ↗88  |